# Ombliguera

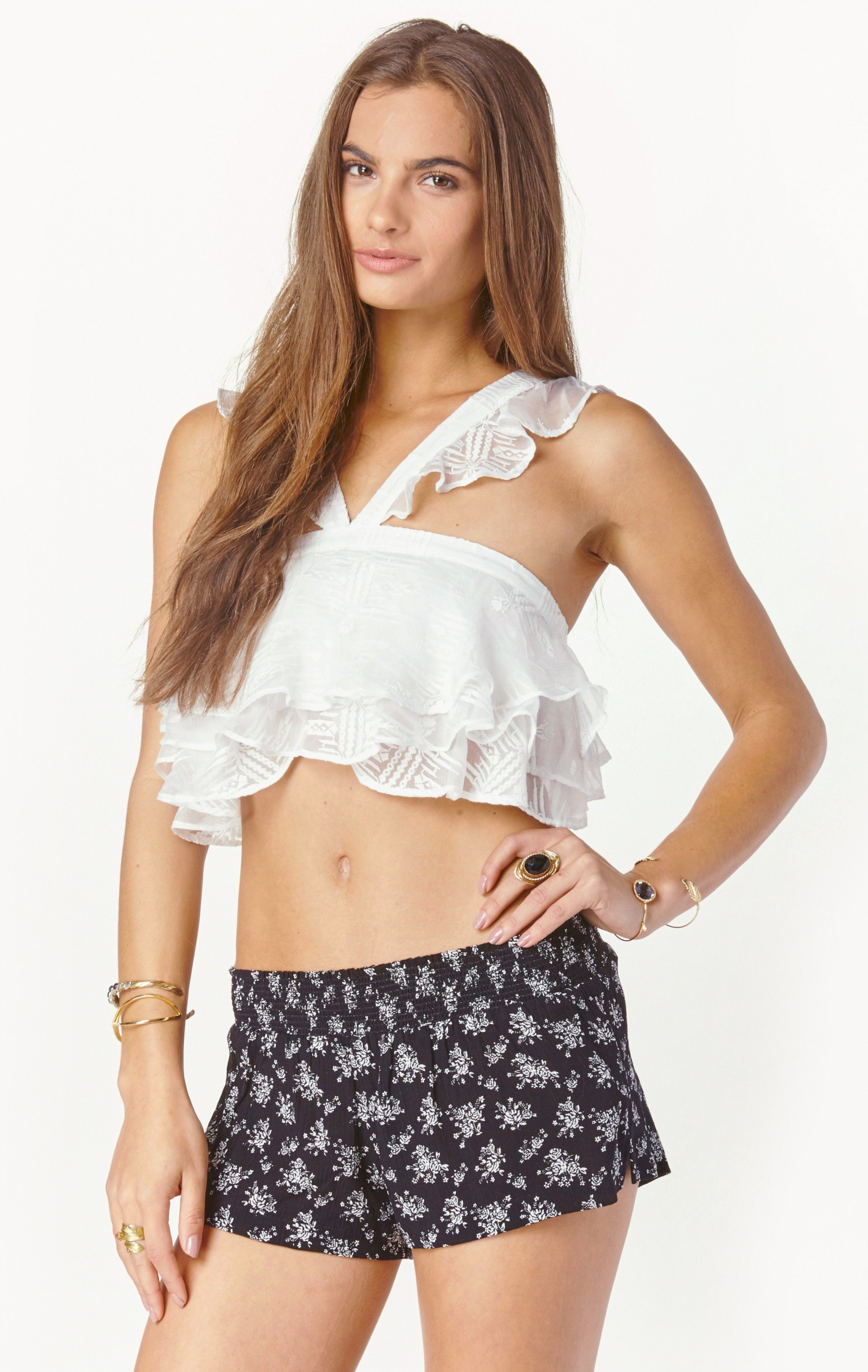
Una mujer joven usando una ombliguera blanca con volantes.

La ombliguera, también camisa o blusa ombliguera, y a veces referida como camiseta o blusa corta, es una prenda de vestir femenina para el torso que expone la cintura, el ombligo y parte del abdomen.

## Historia

### Mujeres

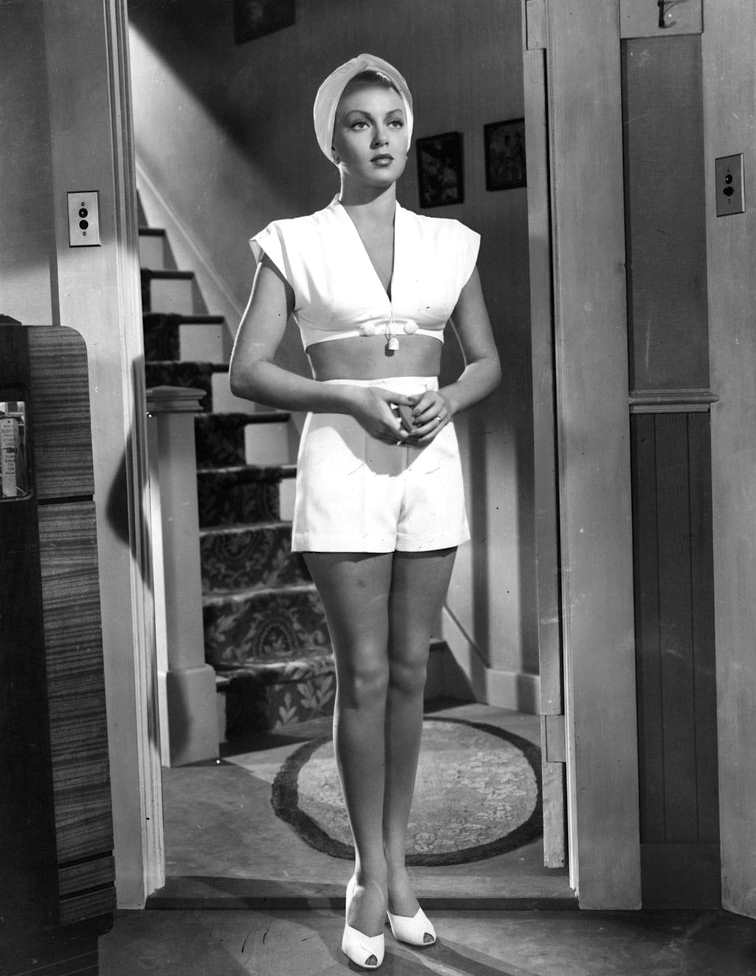
Lana Turner causó sensación al aparecer en una escena de la película El cartero siempre llama dos veces (1946) con un conjunto de camisa y pantalón cortos.

La historia temprana de la ombliguera en Occidente se inicia con las actitudes culturales hacia la exposición de esa zona, a partir de la escandalosa interpretación de la bailarina del vientre Little Egypt en la Exposición Universal de Chicago de 1893. Como mostrar el ombligo en público estaba muy mal visto, la ombliguera solo comenzó a ganar prominencia en la industria de la moda durante la década de 1930 y la Segunda Guerra Mundial especialmente debido al racionamiento de telas debido a la guerra. Aunque en gran parte confinada a la ropa de playa e informal y siempre acompañada de una falda o pantalón de talle alto, cubriendo la zona tabú. No fue hasta la revolución sexual de finales de los sesenta y principios de los setenta cuando comenzó a alcanzar una amplia aceptación promovida por celebridades como Barbara Eden y Jane Birkin.
Un estilo variante, fue la prenda de torso atada o la camisa anudada, que también comenzó a aparecer en la moda en la década de 1940 y mantenía su popularidad durante la década de 1960.
En la década de 1980, las ombligueras se pusieron muy de moda como parte de la locura por el aeróbic y la popularidad de la película Flashdance. La cantante Madonna llevaba una ombliguera de malla en su videoclip para la canción "Lucky Star".
Gracias a cantantes de pop como Britney Spears en la década de 2000 la ombliguera experimentó un resurgimiento como parte de la moda nostálgica que recordaba la de la década de 1960.

### Hombres
Las camisetas cortas han sido usadas también por hombres desde la década de 1970. Los hombres nunca han tenido la misma restricción sobre descubrir sus ombligos que las mujeres.
El equipo de protección del fútbol americano sin camiseta se parece a una camiseta corta. Eventualmente, las camisetas recortadas se volvieron disponibles, gracias a varias transmisiones por televisión de la década de 1980, entonces los hombres jóvenes también comenzaron a usar ombligueras sin importar el deporte. La aceptación para los hombres que no llevan camisa puede ser vista para eliminar la necesidad de usar camiseta corta. Los raperos y atletas de fútbol americano han usado habitualmente camisetas cortas. Sin embargo, en 2015 la NCAA incrementó las restricciones sobre los hombres que usan camiseta corta, lo que también incluye enrollar camisetas más largas, sin dar ninguna razón para el cambio.
Desde mediados de la década de 2010, las ombligueras  masculinas también tuvieron un resurgimiento en popularidad incluyendo personajes famosos como el futbolista Ezekiel Elliott, el rapero Kid Cudi la estrella del rock Josh Kiszka, y los actores Matthew McConaughey y Zac Efron.

## Galería

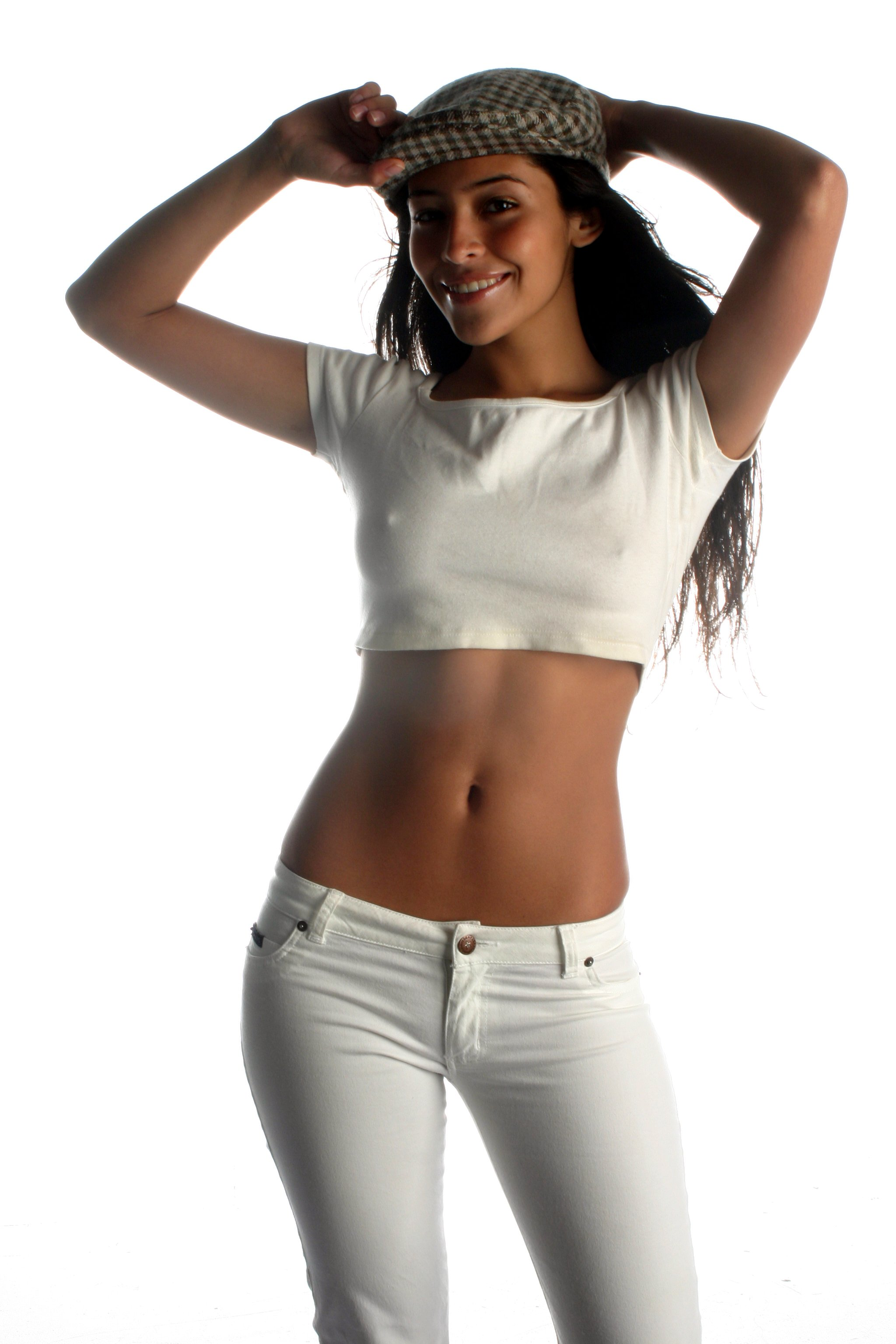
Mujer vistiendo una ombliguera blanca y pantalón de tiro bajo, 2004; combinación de moda entre las jóvenes en la década de 2000.
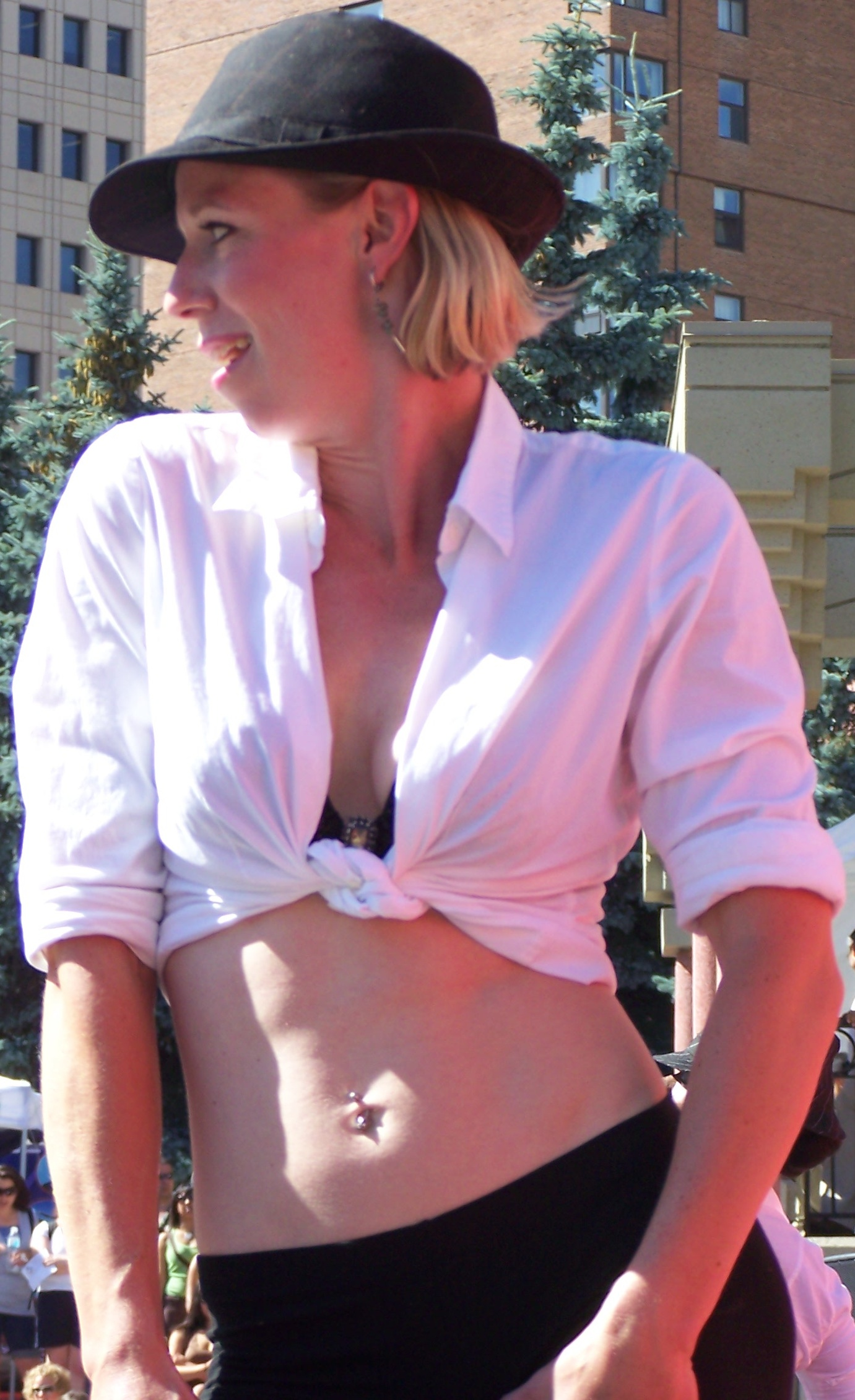
Mujer con camisa atada.
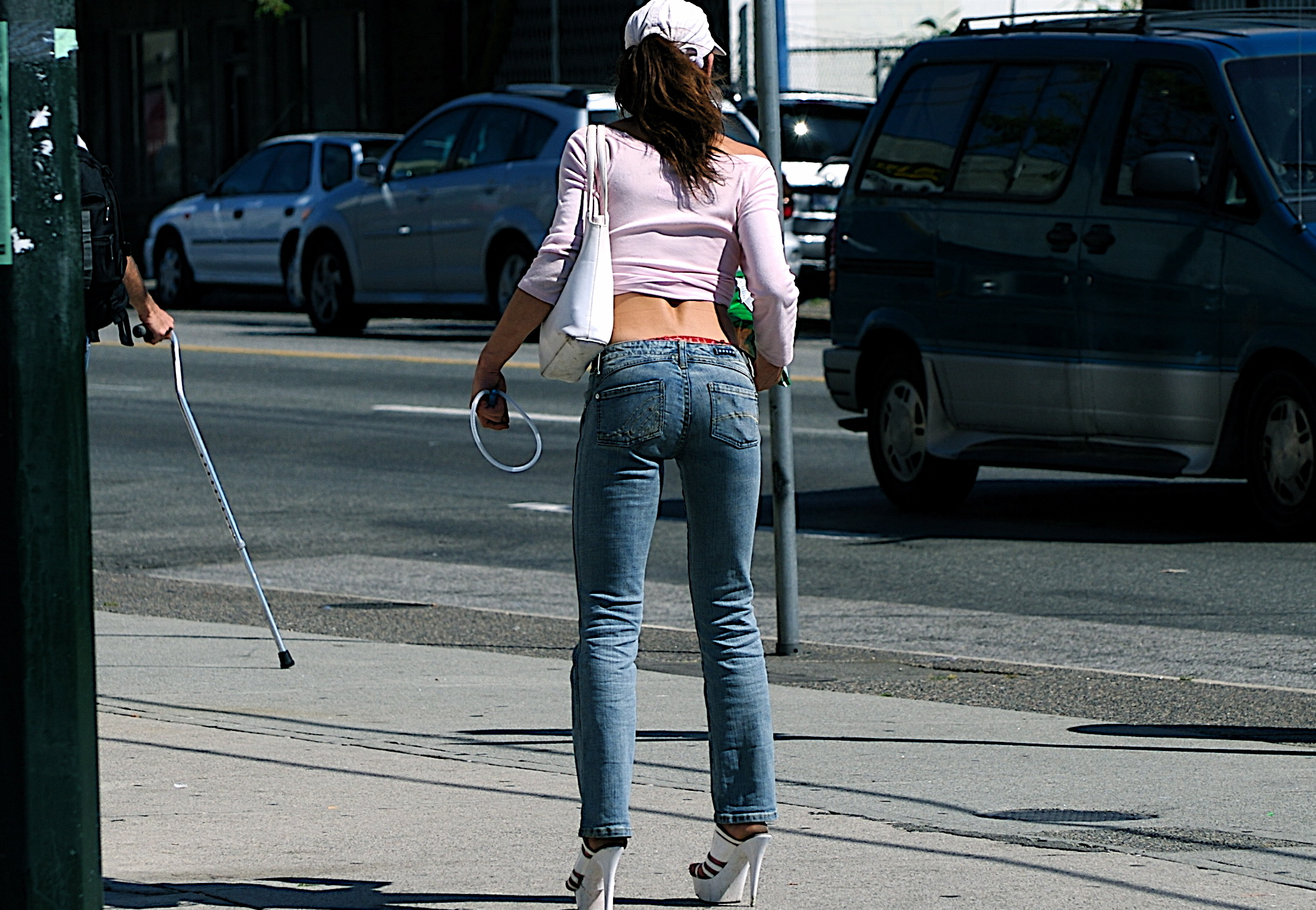
Vista trasera de una mujer vistiendo una ombliguera.
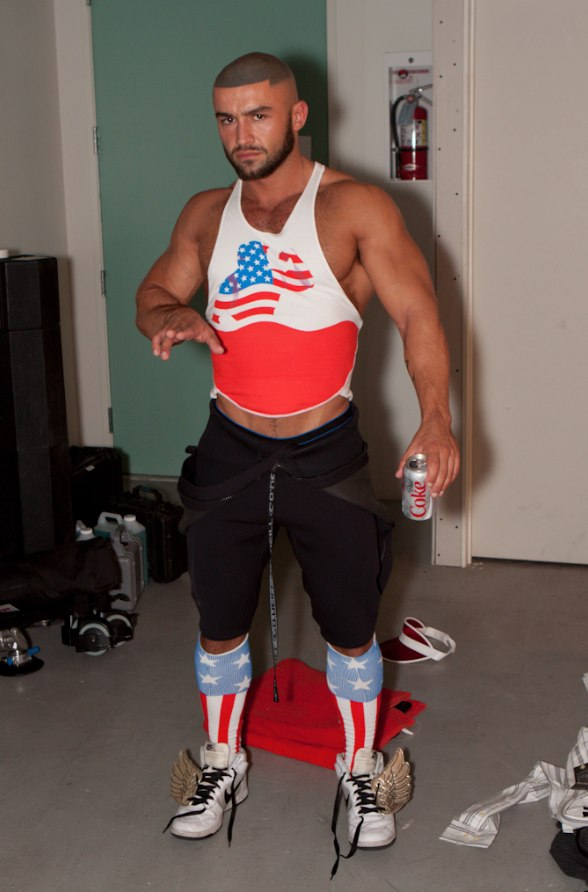
El actor pornográfico François Sagat llevando una ombliguera.